# Paolo Posi

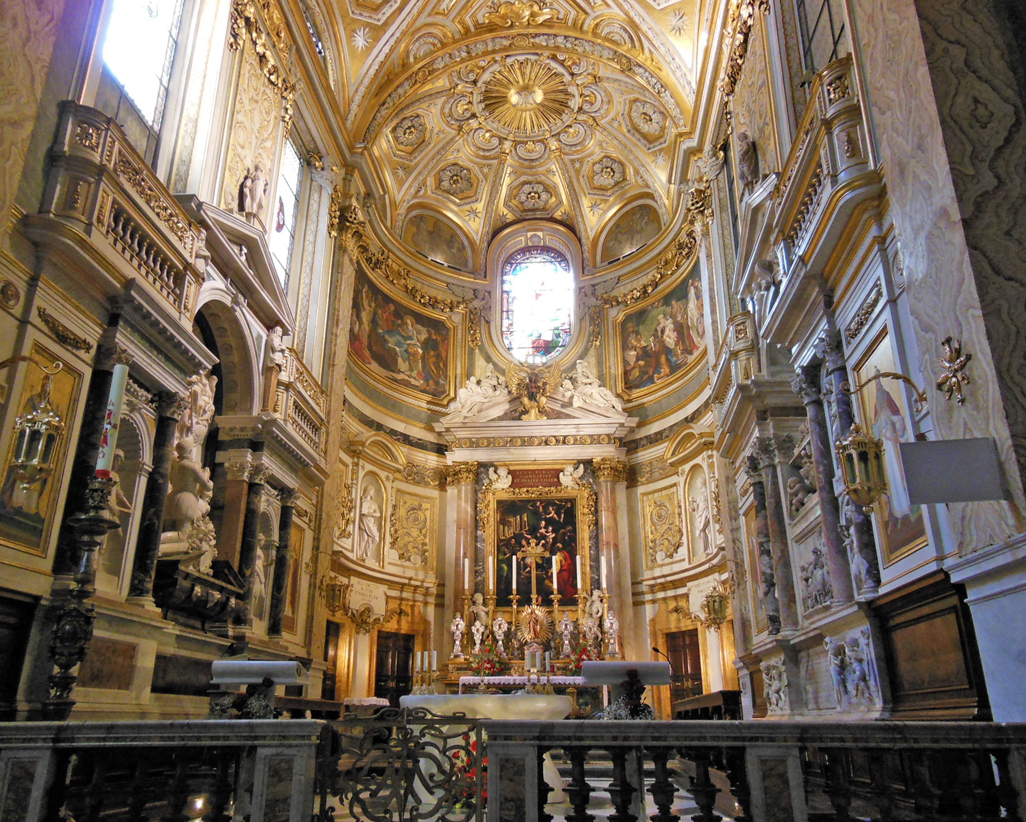
Högkoret i kyrkan Santa Maria dell'Anima i Rom.

Paolo Posi, född 1708 i Siena, död 1776 i Rom, var en italiensk arkitekt under senbarocken.

## Verk i Rom i urval
- Cappella di San Michele – Santa Maria dell'Orazione e Morte
- Högkoret – Santa Maria dell'Anima
- Altare dell'Immacolata Concezione – Santi Ambrogio e Carlo al Corso
- Gravmonument över kardinal Pier Luigi Carafa – Sant'Andrea delle Fratte (tillsammans med Pietro Bracci)
- Santa Caterina da Siena a Via Giulia
- Gravmonument över Maria Flaminia Chigi-Odescalchi – Santa Maria del Popolo
- Gravmonument över kardinal Giuseppe Renato Imperiali – Sant'Agostino
- Gravmonument över kardinal Innico Caracciolo – Aversa

## Bilder

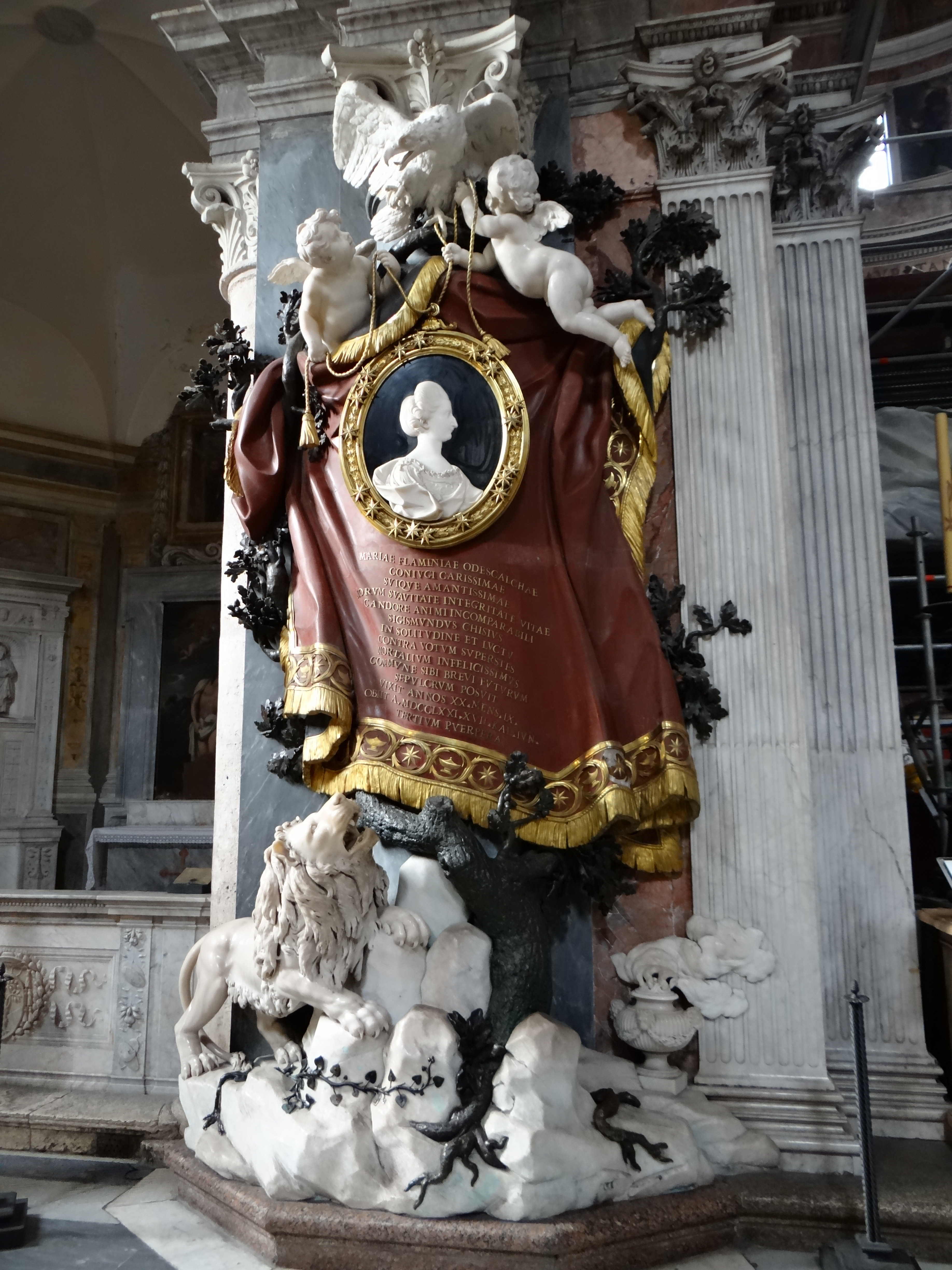
Gravmonument över Maria Flaminia Chigi-Odescalchi.